# Risc natural
El risc natural és la major o menor probabilitat que es produeixi un dany o catàstrofe sobre la població d'una determinada zona, a conseqüència de l'actuació d'un procés natural. També es poden produir a causa de l'activitat humana. A grans trets, podem classificar els riscos en tres grans grups: tecnològics o culturals, naturals i mixtos.
L'expressió «risc natural» s'utilitza en contraposició a «risc tecnològic», però això no implica que el risc sigui conseqüència d'un fenomen exclusivament natural o que l'home no tingui res a veure.￼
Se sol dir que per causes naturals no s'arribarà a una destrucció del planeta. Hi ha qui creu que tots els mals són deguts a les desestabilitzacions que produeixen els éssers humans.
James lovelock (1919) és un científic anglès molt conegut per haver desenvolupat la denominada hipòtesi Gaia. Aquesta teoria, que va ser rebutjada en el seu moment, avui dia torna a tenir seguidors en la comunitat científica.